# Fuerte San Serapio Mártir del Azul
El Fuerte San Serapio Mártir del Azul fue una fortificación establecida en 1832 en las tierras que hoy forman el partido de Azul, zona de frontera con el indio. Fue el núcleo fundacional de la ciudad de Azul (Argentina).

## Antecedentes
Ya en 1821, tras su expedición a la Sierra de la Ventana el coronel Pedro Andrés García recomendaba en su informe del 26 de noviembre de ese año fortificar y poblar siete puntos, uno de ellos «en el arroyo Azul, en la Sierra de la Tinta» que «dista de la segunda [guardia] seis leguas, teniendo por intermedio una barrera inaccesible de morros escarpados: encadenamiento que desde el Tandil sigue al NO formando arroyos que descienden por terrenos fértiles y pintorescos (…) De esta sierra nombrada la Tinta por los naturales, nace el caudaloso arroyo Azul, donde debe situarse el pueblo, teniendo a su derecha uuna abra, por donde transitán a la frontera las tribus Huilliche y Pampa, en sus incursiones y comercio».
En 1828 se crearon tres posiciones fortificadas de avanzada al sud y oeste de la línea del río Salado: las fortalezas Protectora Argentina, Cruz de Guerra y Fuerte de Blanca Grande) (el cual duró pocos meses), pero las grandes distancias que las separaban, la falta de obstáculos naturales significativos, el mayor conocimiento del terreno y superiores caballadas de las tribus, impedían que sus guarniciones defendiesen las zonas intermedias que se extendían hasta el Salado. Eso incluía el territorio de Azul que en 1829 permanecía de hecho en poder del cacicazgo catrielero liderado por Cachul y Juan Catriel "El Viejo".
El 19 de setiembre de 1829 el gobernador de la provincia de Buenos Aires Juan José Viamonte dictó un decreto para la colonización de las tierras, garantizando vidas y propiedades mediante el establecimiento de una fortaleza militar en la zona.
Con ese objeto se levantaron el fortín de Santa Catalina, el de San Benito y el Cantón Silva.
El de San Benito, levantado en el actual balneario de Azul, estaba mayoritariamente defendido por negros libertos del regimiento de Blandengues.
Pero el más importante fue el de Santa Catalina. Tenía 200 metros de lado, estaba rodeado por un foso de 3 varas de ancho y 2.5 de profundidad, con un contrafoso a 20 m del primero y en su interior había tres ranchos. Estaba localizado entre el arroyo Santa Catalina, el arroyo Videla y el arroyo Azul, en las cercanías de la actual establecimiento rural Loma Pampa (S 36°52'776"/W 59°55'978"), a 4 km al sur del cruce de la Ruta Nacional RN 3 (km 310) y la 226. Estaba custodiado por el Regimiento 6° de Caballería de Línea, y la política del gobierno habría demandado los servicios del cacicato de Venancio, aliado a los pampas catrieleros y al cacique Cachul.
En 1830 el coronel Prudencio Rosas, hermano del nuevo gobernador Juan Manuel de Rosas, obtuvo el control de esas tierras, bajo la modalidad de suerte de estancia o de enfiteusis, por lo que el fortín tuvo también por objeto cuidar su hacienda.

## Fundación
En 1832 el gobernador Juan Manuel de Rosas ordenó construir en la zona un fuerte para contener el avance de los malones, el Fuerte de San Serapio Mártir del Arroyo Azul, originalmente llamado Federación, en la nueva línea de frontera en el arroyo Azul y campos fronterizos del Estado. De esta forma se autorizaba el reparto de las tierras en propiedad de los enfiteutas -quienes debieron abandonar sus terrenos- entre los pobladores que concurriesen a establecerse bajo la protección del Fuerte, emplazado en un ejido que formaba un cuadrado de ocho leguas de largo.
En diciembre de ese mismo año el coronel Pedro Burgos, por entonces presidente de la Sociedad Popular Restauradora y enfiteuta de la zona, partió con la caravana fundadora desde la estancia Los Milagros (partido de Chascomús). Las tropas estaban compuestas por treinta y dos carretas, dos galeras y un carretón en los que se conducían a varias familias, un sacerdote, un médico, los zanjeadores, una caballada y maderas.
El agrimensor Francisco Mesura tuvo a su cargo trazar los planos del Fuerte, ubicado sobre la margen derecha del arroyo, en el lugar que hoy en día ocupa la Plaza San Martín y rodeado por un foso que abarcaba una superficie comprendida desde siete cuadras por la Avenida 25 de Mayo, entre las actuales avenidas Mitre y Presidente Juan Domingo Perón, y que se extendía hasta la margen occidental del arroyo.
El Fuerte ocupaba la manzana de la actual Municipalidad con sus plazoletas anexas, estaba construido a medio viento y con paredes de adobe y tenía cuatro cañones en cada una de sus esquinas sobre plataformas de tierra con un alto mangrullo.
Acerca del poblado, en carta al Gobernador Rosas el agrimensor Mesura informa que se ha «concluido con la formación del pueblo, delineación del foso, formación del potrero, demarcación y amojonamiento del terreno del ejido del pueblo», en lotes de 50 x 50 varas, quedando 208 pobladores dentro del foso, distribuidos en 44 ranchos de adobe, con techos de paja y pisos de tierra. Rodeando el pueblo, dicho foso tenía 7 cuadras de cien varas de frente e igual de fondo, mientras que el potrero donde se retenía la caballada ocupaba un cuadrado de 400 varas de ancho al NO del pueblo, entre el foso y el arroyo.
Los coroneles Prudencio Rosas y Narciso del Valle, al mando del Regimiento 5° de Milicias, fueron los responsables de la distribución de parcelas o suertes de estancias desde Santa Catalina hasta los lindes del San Serapio, de quien permaneció como comandante el coronel Pedro Burgos.
El pueblo estaba conformado por 208 pobladores y 44 ranchos. En frente estaba la plaza principal, la primera capilla del Fuerte San Serapio Mártir, la cual era un simple y modesto rancho construido en donde esta actualmente la Catedral y al lado de ella el antiguo Juzgado de Paz, función que ejerció el Comandante militar Pedro Burgos hasta 1836, en que fue reemplazado por Manuel Capdevilla. Por el momento, la mayoría de las construcciones eran ranchos de adobe, techos de paja y pisos de tierra.

## Historia del fuerte
En los primeros años el Fuerte fue prácticamente destruido por un voraz incendio.
En 1834 Juan Manuel de Rosas de vuelta de su campaña del desierto ofrenda su espada a la capilla del fuerte donde quedó depositada.
La plaza central fue conocida primero como Plaza Mayor, y poco tiempo después como Plaza de las Carretas pues en los primeros tiempos allí desembocaban los carruajes que entraban por el puente sobre la esquina de las actuales Burgos y Mitre.
El Fuerte dio entonces origen a la ciudad que aumentó su población con rapidez: en el censo de 1836 la población de tropa y civil en torno al Fuerte San Serapio era de 2007 personas, mientras que la afincada en torno a la Guardia de Luján (Mercedes) era de 3908 y la del Fuerte Independencia (Tandil) 839.
Para 1837 Azul ya contaba con su primera escuela, para 1854 con el primer transporte público y una población de 6000 habitantes.
El fuerte servía también como centro de detención. En un parte de 1840 el comandante Pedro Rosas y Belgrano daba noticias de 44 detenidos en el fuerte de San Serapio Mártir del Arroyo Azul.
Hacia 1845 se establecían los primeros hornos de ladrillos de Azul que serían utilizados para la construcción de túneles abovedados de alrededor de 800 metros de largo por 1.60 de ancho y 1.80 de altura que probablemente fueron parte o complemento de las estructuras del Fuerte San Serapio Mártir para defenderse de un ataque indígena.

### El malón de 1855
Tras la caída de Juan Manuel de Rosas la situación en la frontera del entonces Estado de Buenos Aires, que había sido relativamente estable durante años, se deterioró rápidamente: «Los viejos federales que habían empezado su carrera en la expedición de 1833, que conocían prácticamente el territorio indígena, el número y paradero de las tribus, sus caciques y capitanejos, sus aliados y enemigos (…) fueron sustituidos por gente nueva, unitarios, pero sin noción útil sobre el escenario en que iban a actuar. No se tuvo en cuenta los antecedentes de la situación que encontraron, y el sistema se derrumbó».
Vencedor en Caseros, el general Justo José de Urquiza ofreció a los caciques principales no atacarlos siempre que mantuvieran la paz. El cacique Calfucurá, consciente de que la República se había organizado y logrado estabilidad, aceptó su garantía y envió a su hijo Namuncurá al frente de una comitiva al Palacio San José para convenir el tratado. Namuncurá, quien apadrinado por Urquiza fue bautizado con el nombre de Manuel, acordó la paz entre el gobierno nacional y la Confederación de Salinas Grandes a cambio de la regular entrega de regalos, alimentos y grados militares con sus correspondientes sueldos.
Pero ante la virtual secesión de Buenos Aires, el conflicto en la zona de campaña (las zonas del interior provincial, alejadas de la Ciudad de Buenos Aires) que se tradujo en el sitio de Buenos Aires y la guerra civil, los indígenas no consideraron incluido en la paz al entonces Estado de Buenos Aires.
La actitud de las nuevas autoridades y una frontera casi desguarnecida impulsaron a las tribus de Calfucurá, Cachúl, Catriel, Carupán, Calfuquir y Cañumil entre otros a realizar incursiones sobre la zona de frontera (entre los fortines y fuertes del Estado de Buenos Aires y el territorio circundante de pleno dominio indígena), dando lugar a una creciente agresividad. La defensa de la frontera, a cargo del coronel José de la Cruz Gorordo (norte), Laureano Díaz (centro) y Julián Martínez (sur), fue incapaz de contener los ininterrumpidos avances.
El sector de Azul fue el primero en ser objeto de los ataques indígenas. Las tribus de Catriel y Cachul que acampaban a pocas leguas del poblado y fuerte (en la zona de lo que hoy son las sierras de Olavarría), iniciaron frecuentes correrías que pronto sembraron el pánico en la campaña.
Pero no se tomaron medidas concretas y la percepción de las autoridades era en general errónea. Aunque el coronel Wenceslao Paunero informó desde Azul que existían evidencias de que el cacique Calfucurá convocaba indios de lanza desde las Salinas Grandes hasta el Río Negro y afirmaba que si bien Catriel y Cachul estaban aparentemente tranquilos, desconfiaba de sus intenciones, cuando el juez de paz de Tapalqué informaba al comandante de Azul que los indios estaban merodeando la reacción fue un mensaje al ministro de guerra Bartolomé Mitre quejándose de que «no pasa una hora, que no reciba noticias, partes, etc. sobre entrada de indios. Estas pobres gentes están viendo en cada paja del campo, un indio grandote». Sin embargo la amenaza era real y una semana después debía informar que el juez de paz y tres personas habían sido apresados.
En 1855 ante un gran parlamento en Ayuncué, al que asistieron los caciques Pichún y Calvain (Galván, jefe de los ranqueles tras fallecer Painé) el representante del gobierno nacional el teniente coronel Antonino Baigorria les manifestó la decisión de la Confederación Argentina de extender la línea de fronteras del sur de las provincias de Córdoba y San Luis, lo que fue aceptado.
Pero la paz con la Confederación era el preludio de la guerra a Buenos Aires. En la noche de luna llena del 13 de febrero de 1855 un malón de 5000 lanceros de Calfucurá atacó el fuerte y el pueblo de Azul. Alrededor de 300 pobladores y soldados fueron muertos, los ranchos fueron incendiados y todo en los alrededores fue destruido. Los indígenas tomaron entre 60 y 150 mil vacunos, que condujeron por la "rastrillada de los chilenos" para ser vendidos al otro lado de los Andes, y llevaron cautivos a 150 mujeres y niños.
Para vengar el ataque el 27 de mayo la columna al mando de Bartolomé Mitre se puso en camino desde Azul. En lo que fue la batalla de Sierra Chica (1855) Mitre fue emboscado y derrotado. Ante el temor de un mayor contraste, las tropas de Azul, en medio de la noche, abandonaron el campo en silencio y se replegaron a la frontera.
Tras su derrota en Sierra Chica, Mitre encargó una nueva ofensiva al general Manuel Hornos, quien concentró sus fuerzas en Azul. En septiembre el teniente coronel Nicanor Otamendi al frente de 185 hombres de la Guardia Nacional salió del fuerte en dirección a la estancia San Antonio de Iraola que había sido saqueada, pero fue rodeado por fuerzas superiores del cacique Yanquetruz y aniquilado, salvándose solo dos hombres heridos, uno dado por muerto y el otro llevado prisionero. De igual forma, en octubre fue derrotado en la Batalla de San Jacinto, en lo que hoy es Olavarría, por Calfucurá y Catriel. Hornos partió de Azul en 1856 al frente del Ejército de Operaciones del Sur de 3000 hombres pero fracasó también en su misión.
Desde Sierra Chica, desde donde comenzaron a salir partidas volantes de indios a los campos del Tandil y la Lobería, lo que aceleró el éxodo campesino (la mayoría hacia Dolores) hasta que a mediados de ese año las poblaciones amenazadas se habían despoblado.
En marzo de 1856 el general Manuel Escalada en representación del estado se reunió en Azul con Catriel y Cachul, entonces independientes de Calfucurá, para comprar la paz con lo que la zona en torno a Azul y Tapalqué (que entonces abarcaban lo que hoy es Olavarría) logró cierta paz durante un tiempo. El pueblo se recuperó rápidamente y ese mismo año el Juez de Paz Luis Cornille instaló la primera Comisión Municipal de Azul.
En 1857 se preparó una nueva expedición de la que participaría la División de Azul a cargo del coronel Emilio Conesa, esta vez de éxito limitado.
Los malones se repetirían en los siguientes años pero no volverían a amenazar la supervivencia del pueblo, por lo que gradualmente el fortín perdió relevancia. En 1872 la Batalla de San Carlos de Bolívar fue el principio del fin del poderío de Calfucurá y para 1886 se inauguraba ya el Palacio Comunal en el sitio del antiguo fuerte.